# CONMEBOL
CONMEBOL (Confédéración Sudaméricana de Fútbol) – południowoamerykańska konfederacja piłki nożnej, powstała 9 lipca 1916 roku. Jej siedzibą jest paragwajskie miasto Luque. Najstarsza na świecie konfederacja piłkarska zrzesza 10 krajowych federacji (z wyjątkiem Trynidadu i Tobago, Gujany, Surinamu i Gujany Francuskiej, które należą do CONCACAF). Do tej federacji nie należą Falklandy, które także nie są członkiem FIFA.

## Komisje
- reprezentacji przed FIFA – przewodniczący Julio Humberto Grondona (Argentyna),
- reprezentacji przed Komitetem Organizacyjnym FIFA World Cup – przewodniczący Ricardo Abumohor (Chile),
- techniczna – przewodniczący Óscar Harrison (Paragwaj),
- finansów – przewodniczący José Carlos Salim (Brazylia),
- kontroli antydopingowej – przewodniczący Marco Antonio Teixeira (Brazylia),
- futsalu – przewodniczący Eugenio Figueredo (Urugwaj),
- sędziowska – przewodniczący Carlos Alarcón (Paragwaj),
- piłkarstwa kobiet – przewodniczący Romer Osuna (Boliwia),
- prawna – przewodniczący Nicolás Delfino (Peru).

## Prezydenci CONMEBOL
- Hector Rivadavia Gomez (Urugwaj, 1916-1939),
- Luis O. Salesi (Argentyna, 1936-1939),
- Luis A. Valenzuela (Chile, 1939-1955),
- Carlos Dittborn Pinto (Chile, 1955-1957),
- Jose Ramos de Freitas (Brazylia, 1957-1959),
- Fermin Sorhueta (Urugwaj, 1959-1961),
- Raul H. Colombo (Argentyna, 1961-1966),
- Teofilo Salinas Fuller (Peru, 1966-1986),
- Nicolás Leoz (Paragwaj, 1986-2013),
- Eugenio Figueredo (Urugwaj, 2013–2014),
- Juan Ángel Napout (Paragwaj, 2014–2015),
- Wilmar Valdez (Urugwaj, tymczasowo, 2015–2016),
- Alejandro Domínguez (Paragwaj, od 2016).

## Członkowie
Organizacja zrzesza 10 federacji narodowych (stan z 10 stycznia 2013):
- Argentyna – Asociación del Fútbol Argentino (od 1916 roku),
- Boliwia – Federación Boliviana de Fútbol (od 1926 roku),
- Brazylia – Confederaçāo Brasileira de Futebol (od 1916 roku),
- Chile – Federación de Fútbol de Chile (od 1916 roku),
- Ekwador – Federación Ecuatoriana de Fútbol (od 1927 roku),
- Kolumbia – Federación Colombiana de Fútbol (od 1936 roku),
- Paragwaj – Asociación Paraguaya de Fútbol (od 1921 roku),
- Peru – Federación Peruana de Fútbol (od 1925 roku),
- Urugwaj – Asociación Uruguaya de Fútbol (od 1916 roku),
- Wenezuela – Federación Venezolana de Fútbol (od 1952 roku).

## Rozgrywki pod egidą CONMEBOL
CONMEBOL organizuje 14 turniejów w piłce nożnej, 6 w futsalu i 1 w piłce nożnej plażowej
Narodowe
Piłka nożna
- Eliminacje do Mistrzostw Świata w Piłce Nożnej
- Copa América[1] (mistrzostwa Ameryki Południowej)
- Mistrzostwa Ameryki Południowej w piłce nożnej kobiet (dwie najlepsze drużyny awansują do mistrzostw świata i Igrzysk Olimpijskich, 4 do Igrzysk panamerykańskich)
- Super klasyk Ameryki

Futsal
- Eliminacje do Mistrzostw Świata w Futsalu
- Puchar Ameryki w Futsalu
- Mistrzostwa Ameryki w Futsalu kobiet

Piłka nożna plażowa
- Mistrzostwa Ameryki Południowej w piłce nożnej plażowej (3 najlepsze drużyny awansują do mistrzostw świata)

Klubowe
Piłka nożna
- Puchar Wyzwolicieli Ameryki[2] (najlepsza drużyna zagra w Klubowych mistrzostwach świata)
- Puchar Wyzwolicieli Ameryki kobiet (najlepsza drużyna zagra w Klubowych mistrzostwach świata)
- Puchar Południowoamerykański[2]
- Puchar Zdobywców Pucharów Ameryki Południowej
- Puchar Banku Suruga

Futsal
- Puchar Wyzwolicieli Ameryki w Futsalu
- Puchar Wyzwolicieli Ameryki kobiet w Futsalu

Młodzieżowe
Piłka nożna
- Mistrzostwa Ameryki Południowej U-20 w piłce nożnej (4 najlepsze drużyny awansują do mistrzostw świata U-20, a 2 do mistrzostw olimpijskich U-23[3])
- Mistrzostwa Ameryki Południowej U-20 w piłce nożnej kobiet (2 najlepsze drużyny awansują do mistrzostw świata U-20)
- Mistrzostwa Ameryki Południowej U-17 w piłce nożnej (4 najlepsze drużyny awansują do mistrzostw świata U-17 i Igrzysk panamerykańskich U-22)
- Mistrzostwa Ameryki Południowej U-17 w piłce nożnej kobiet (3 najlepsze drużyny awansują do mistrzostw świata U-17)
- Mistrzostwa Ameryki Południowej U-15 w piłce nożnej

Futsal
- Mistrzostwa Ameryki U-20 w Futsalu